# Elin Toona
Elin Toona (bürgerl. Name Elin-Kai Gottschalk, * 12. Juli 1937 in Tallinn) ist eine estnische Schriftstellerin.

## Leben
Elin Toona verbrachte ihre Kindheit in Haapsalu bei ihrer Großmutter Olga Enno, der Witwe des Dichters Ernst Enno. Zum Ende des Zweiten Weltkriegs floh sie mit Mutter und Großmutter nach Deutschland, wo sie die ersten Jahre ihrer Grundschulausbildung in einem Flüchtlingslager verbrachte. 1948 übersiedelte sie nach England und lebte zunächst in einem Kinderheim in Leeds, ab 1959 in London. Dort machte sie eine Schauspielausbildung, u. a. an der Royal Academy of Dramatic Art. Gleichzeitig trat sie ab 1960 in vielen Fernsehspielen auf. 1967 heiratete sie und wanderte in die USA aus, wo sie sich in Florida niederließ.
Elin Toona war seit 1969 Mitglied des Exilestnischen Schriftstellerverbandes und ist seit 1993 Mitglied des Estnischen Schriftstellerverbands.

## Werk
Toona schreibt sowohl auf Estnisch als auf Englisch, hat aber alle ihre wichtigsten Werke auf Estnisch verfasst. Ihre ersten schriftstellerischen Versuche lassen sich auf die frühen 1950er-Jahre datieren, als sie einen für Exilesten organisierten Schreibwettbewerb in England gewann. Seit 1955 wurden ihre Arbeiten in Zeitschriften veröffentlicht, bald auch in der renommierten exilestnischen Zeitschrift Tulimuld.
Toonas Buchdebüt erfolgte 1964 mit einem stark autobiografisch gefärbten Roman über ihre ersten Exiljahre in England. Bereits diesem Buch wurde ein „flüssiger, schwungvoller Stil mit leichter Feder“ bescheinigt, aber ihren größten Erfolg erzielte sie mit ihrem nächsten Roman, Lotukata (1969), der das Leben in deutschen Flüchtlingsjahren der Nachkriegszeit durch die Augen eines achtjährigen Mädchens darstellt. Der Roman gehört heute zu den „Klassikern der estnischen Exilliteratur“ und erfuhr über zwanzig Jahre später mit Drei weiße Tauben (1992) eine Fortsetzung. Auch hier wird die (deprimierende) Nachkriegszeit beschrieben, wie es – wie die Kritik bemerkte – Viivi Luik in Estland tat.
Die estnische Exilgemeinschaft bleibt auch im weiteren Schaffen der Autorin das bestimmende Thema. In Die letzte Tochter aus Kaleviküla (1988) werden Probleme der (alternden) estnischen Gemeinschaft in den USA beschrieben, der fiktive Ortsname ist an das estnische Epos Kalevipoeg angelehnt und soll den Bezug zum Estnischen herstellen. Ella behandelt zwar augenscheinlich nur die Großmutter der Autorin, wirft jedoch abermals ein Licht auf die schwierigen Anfangsjahre des Exils.

## Auszeichnungen
- 1966 Henrik-Visnapuu-Preis
- 1970 Ennu-Preis für Kinderliteratur[8]
- 2004 Orden des weißen Sterns, V. Klasse
- 2018: Literaturpreis des Estnischen Kulturkapitals (freie Kategorie)

## Bibliografie
- Puuingel („Engel aus Holz“). Lund: EKK 1964. 259 S.
- Lotukata ([Eigenname]). Lund: EKK 1969. 262 S.
  - Englische Übersetzung der Autorin: In Search of the Coffee Mountains. Nashville, New York: Thomas Nelson Publishers 1997. 203 S.[9]
- Sipelgas sinise kausi all („Die Ameise unter der blauen Schale“). Lund: EKK 1974. 238 S.
- Kaleviküla viimne tütar („Die letzte Tochter aus Kaleviküla“). Lund: EKK 1988. 236 S.
- Kolm valget tuvi („Drei weiße Tauben“). Lund: EKK 1992. 211 S.
- Rõõm teeb taeva taga tuld. Ernst Enno („Die Freude erzeugt Feuer hinter dem Himmel. Ernst Enno“). Tartu: Ilmamaa 2000. 328 S.
- Ella ([Eigenname]). Tallinn: Kultuurileht 2008. 192 S. (Loomingu Raamatukogu)
- Into Exile: A Life Story of War and Peace. Lakeshore Press 2013. 361 S.
- Mihkel, muuseas („Mihkel, nebenbei bemerkt“). Tallinn: Varrak 2018. 223 S.